# سوفوس مادس يورغنسن
سوفوس مادس يورغنسن (بالدنماركية: Sophus Mads Jørgensen)‏ هو أستاذ جامعي وكيميائي دنماركي، ولد في 4 يوليو 1837 في سلاغيلس ‏ في الدنمارك، وتوفي في 1 أبريل 1914 في كوبنهاغن في الدنمارك.

## وصلات خارجية
- سوفوس مادس يورغنسن على موقع الموسوعة البريطانية (الإنجليزية)